# Porlieria angustifolia
Porlieria angustifolia är en pockenholtsväxtart som först beskrevs av Georg George Engelmann, och fick sitt nu gällande namn av Samuel Frederick Gray. Porlieria angustifolia ingår i släktet Porlieria och familjen pockenholtsväxter. Inga underarter finns listade i Catalogue of Life.